# مرد پولادین
مرد پولادین (به انگلیسی: Man of Steel) یک فیلم ابرقهرمانی محصول سال ۲۰۱۳ به کارگردانی زک اسنایدر و نویسندگی دیوید اس. گویر، براساس داستانی از او و کریستوفر نولان (که تهیه کنندگی فیلم را برعهده داشت)، می‌باشد. این فیلم بر پایه شخصیت سوپرمن کتاب‌های کمیک شرکت دی‌سی کامیکس ساخته شده‌است و بازراه‌اندازی مجموعه فیلم‌های سوپرمن و نخستین فیلم دنیای توسعه‌یافته دی‌سی به حساب می‌آید. تیم بازیگران فیلم شامل هنری کویل، ایمی آدامز، مایکل شنون، داین لین، کوین کاستنر، لارنس فیشبرن و راسل کرو می‌باشد که در این فیلم به ایفای نقش پرداخته‌اند. در این فیلم کلارک کنت می‌فهمد که او یک بیگانه با قدرت‌های فوق بشری از سیاره ای به نام کریپتون است. او مسئولیت حفاظت از انسان‌ها را، با نام مستعار سوپرمن، برعهده می‌گیرد و به مقابله با ژنرال زاد می‌شتابد تا جلوی نابودی بشریت را بگیرد.
ساخت فیلم در سال ۲۰۰۸، زمانی که برادران وارنر از کارگردانان، فیلمنامه نویسان و نویسندگان کمیک بوک مشورت و تصمیم به راه اندازی مجدد فرنچایز گرفت، آغاز شد. در سال ۲۰۰۹، یک حکم دادگاه منجر به این شد که خانواده جری سیگل حقوق منشأ سوپرمن و حق چاپ سیگل را پس بگیرند. در این تصمیم آمده بود که برادران وارنر حق امتیاز بیشتری از فیلم‌های قبلی به خانواده‌ها بدهکار نیست، اما اگر تا سال ۲۰۱۱ تولید یک فیلم سوپرمن را آغاز نکنند، املاک شوستر و سیگل می‌توانند برای از دست دادن درآمد یک فیلم تولید نشده شکایت کنند. کریستوفر نولان تهیه‌کننده، ایده گویر را پس از بحث در مورد داستان شوالیه تاریکی برمی‌خیزد، و اسنایدر در اکتبر ۲۰۱۰ به عنوان کارگردان فیلم استخدام شد. فیلمبرداری اصلی در اوت ۲۰۱۱ در وست شیکاگو، ایلینوی، قبل از نقل مکان به ونکوور و پلانو، ایلینوی آغاز شد.
مرد پولادین در ۱۰ ژوئن ۲۰۱۳ در تالار الیس تالی نمایش داده شد و ۴ روز بعد به صورت دو بعدی، سه بعدی و آی‌مکس در سینماها اکران شد. این فیلم نقدهای متفاوتی از سوی منتقدان دریافت کرد. سکانس‌های اکشن، فیلمبرداری، جلوه‌های بصری، کارگردانی اسنایدر و موسیقی هانس زیمر و همچنین بازی شنون در نقش زاد مورد استقبال قرار گرفت، اما بازی کویل در نقش سوپرمن و لحن تاریک و جدی آن مورد انتقاد قرار گرفت. این فیلم بیش از ۶۶۸ میلیون دلار در سراسر جهان فروخت، تقریباً ۴۲ میلیون دلار سود خالص داشت و نهمین فیلم پرفروش سال ۲۰۱۳ است. ادامه این فیلم با عنوان بتمن در برابر سوپرمن: طلوع عدالت در ۲۵ مارس ۲۰۱۶ منتشر شد.

## چکیدهٔ داستان
سیاره کریپتون به دلیل استخراج بی‌رویه از هسته سیاره بی‌ثبات شده‌است. درست قبل از انفجار سیاره، جور-ال، مشاور ارشد شورای عالی کریپتون، کدکس ژنتیک را به پسر نوزادش، کال-ال، که کودک کریپتونی است که پس از قرن‌ها به صورت طبیعی به دنیا آمده، تزریق می‌کند. جور-ال موفق می‌شود کال-ال را با یک فضاپیما به سمت زمین بفرستد قبل از اینکه توسط ژنرال زاد، که دست به کودتا زده بود، کشته شود. کال-ال در کانزاس فرود می‌آید. در آنجا جاناتان و مارتا کنت او را به فرزندی قبول می‌کنند و نام او را کلارک می‌گذارند. همان‌طور که او بزرگتر می‌شود، قدرت‌های مافوق بشری در او ایجاد می‌شود و جاناتان از او می‌خواهد که قدرت‌هایش را پنهان کند. او سال‌ها بعد در یک حادثه گردباد جان خود را از دست می‌دهد ولی در همان لحظه نیز از کمک کلارک امتناع می‌کند. کلارک که به خاطر مرگ جاناتان احساس گناه می‌کند، با نام‌های مستعار مختلف به سراسر جهان سفر می‌کند و به دنبال هدف خود در زندگی می‌گردد.
لویس لین، خبرنگار دیلی پلنت، مأموریتی برای بررسی یک سفینه فضایی کریپتونی کشف شده در مجمع‌الجزایر قطبی کانادا دریافت می‌کند و به آنجا می‌رود. کلارک با لباس مبدل یک کارگر وارد سفینه می‌شود و پس از صحبت با هوش مصنوعی آن، که الگوبرداری از پدرش جور-ال است، متوجه می‌شود که او برای راهنمایی و نجات مردم زمین به آنجا فرستاده شده‌است. لوئیس در حالی که کلارک را دنبال می‌کند، به‌طور ناخواسته سیستم امنیتی سفینه را فعال می‌کند. کلارک از قدرت خود برای نجات لوئیس از سیستم امنیتی سفینه استفاده می‌کند. او یونیفرمی را می‌پوشد که توسط هوش مصنوعی سفینه تهیه شده‌است و شروع به آزمایش توانایی‌های پرواز خود می‌کند. لوئیس که نمی‌تواند سردبیر دیلی پلنت، پری وایت، را متقاعد کند که مقاله‌ای در مورد این حادثه منتشر کند، کلارک را در اسمال‌ویل دنبال می‌کند و قصد دارد او را افشا کند. با این حال، لوئیس با آگاهی از داستان مرگ جاناتان کنت از تصمیم خود منصرف می‌شود و هویت کلارک را ایمن نگه می‌دارد. این به شک پری دامن می‌زند.
زاد و خدمه اش موفق می‌شوند از منطقه فانتوم، که در آنجا به دلیل اقدامات خود علیه کریپتون به جرم خیانت زندانی شده بودند، بگریزند. آن‌ها با جمع‌آوری دستگاه‌های زمینی‌سازی از مستعمرات سابق کریپتونی‌ها به زمین سفر می‌کنند تا آن را به یک کریپتون جدید تبدیل کنند. پس از دستگیر کردن کلارک و لوئیس، جاکس-اور، افسر علمی زاد، ژن‌های کلارک را استخراج می‌کند تا با استفاده از کدکس در آن نسل جدیدی از مستعمره نشینان با نژاد خالص کریپتونی را ایجاد شود. کلارک و لوئیس با کمک هوش مصنوعی جور-ال فرار می‌کنند و به ارتش ایالات متحده در مورد نقشه زاد هشدار می‌دهند که منجر به یک رویارویی بین کلارک و سربازان زاد می‌شود.
زاد قدرتمندترین دستگاه زمینی‌سازی خود، موتور جهانی، را به کار می‌گیرد، که باعث آسیب‌های عمده ای به متروپلیس می‌شود و موجودیت بشریت را به خطر می‌اندازد. کلارک، در حالی که ارتش نیز دست به حمله می‌زند، دستگاه‌های زمینی‌سازی را از بین می‌برد و نیروهای زاد را به منطقه فانتوم بازمی‌گرداند. زاد با نابودی دستگاه‌ها و از بین رفتن تنها امیدش برای احیای کریپتون، قسم خورد که برای انتقام از کلارک، زمین و ساکنان آن را نابود خواهد کرد. یک نبرد طولانی بین زاد و کلارک در سراسر متروپلیس آغاز می‌شود و در نهایت کلارک مجبور می‌شود زاد را، که در حال حمله به یک خانواده در ایستگاه قطار بود، بکشد. مدتی بعد، کلارک نام «سوپرمن» را برمی‌گزیند و دولت را متقاعد می‌کند تا به او اجازه دهد، به شرطی که علیه بشریت اقدامی انجام ندهد، مستقل عمل کند و هویتش مخفی بماند. او برای آگاهی از موقعیت‌های خطرناک، با هویت اصلی خود، کلارک کنت، به متروپلیس می‌رود و آنجا به عنوان خبرنگار مستقل برای دیلی پلنت مشغول به کار می‌شود.

## نقد و استقبال
منتقدین نمره درخشانی به این فیلم ندادند اما فیلم توسط عموم بسیار مورد استقبال قرار گرفت بطوری‌که بر اساس وبگاه راتن تومیتوز، در مجموع میانگین منتقدین تنها ۵۶ درصد بود در صورتیکه عموم به آن ۸۶٪ نمره دادند.
بسیاری این نمره و اختلاف را به دلیل زمینه مذهبی فیلم دانسته‌اند. این فیلم در واقع روایتی است از فلسفه موعودگرایی و ریشه‌های مباحث مهدویت و «نیاز بشر به یک منجی» بسیار به‌طور تلویحی و علنی در فیلم مورد اشاره قرار گرفته‌است. به‌طور نمونه:
- نقش‌های پدر (جر-ال)، پسر (کل-ال)، و روح القدس (روح جر-ال در سفینه)
- شباهت‌های اخلاقی و شخصیتی کلارک به مسیح
- نقش سربازان آمریکایی و امپراتوری رم در دستگیری کلارک و مسیح
- صحنه کلیسا و چهره مسیح در پشت سر کلارک در زمینه
- نام ال-جر و ال-کل. اِل در زبانهای عبری عهد عتیق نام خداوند بوده‌است.[۱۲] جر-ال کسیست که بر سیستم زاد و ولد کریپتان (بعنوان رئیس آکادمی علوم و دانشمند تراز اولشان) و بنابراین خلق زندگی احاطه کامل داشت.
- موقعیت آفتاب در هنگام رویارویی سوپرمن با سربازان (پشت سرش) و نقش آفتاب به عنوان چشمه قدرت فیزیکی او
- نقش پدر و مادر زمینی کلارک و شباهت آن به داستان زندگی مسیح و نقش یوسف نجار (به نقش کوین کاستنر)
- نقل قولهای متعدد فیلم که شباهت‌های زیادی به گفتار و اعتقادات مسیحیان راجع به بازگشت مسیح در آخرالزمان دارد.
- سمبلیسم‌های متعدد در فیلم. به‌طور نمونه صحنه خداحافظی سوپرمن با روح پدر خود. در این صحنه روح پدرش به او می‌گوید «تو می‌توانی بشر را نجات دهی» و سپس سوپرمن به شکل صلیب از سفینه به بیرون پریده و در صدد نجات زمین بر می‌آید.